# Redada en la discoteca Tasty

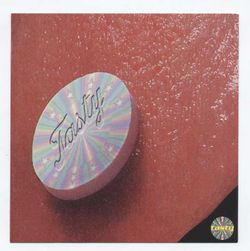
Tarjeta promocional de 1994.

La redada en la discoteca Tasty fue un incidente que se produjo el 7 de agosto de 1994 en el cual 463 clientes de una sesión de la fiesta Tasty en una discoteca localizada en Melbourne, Australia, fueron detenidos durante siete horas, desnudados y sometidos a cacheo externo y de las cavidades corporales, y algunos sufrieron maltrato por parte de miembros armados de la policía de Victoria.

## Las fiestasTasty
Las fiestas Tasty eran poco conocidas por el gran público antes de que los medios de comunicación informaran de la redada, en cambio eran populares en los círculos alternativos locales y frecuentadas por un gran número de gays y transexuales y algunos famosos del lugar. También se sabía que era común el consumo de drogas en el local, aunque los responsables de la discotecas no estuvieran implicados en su tráfico. Las fiestas Tasty era fiestas periódicas, en cierto sentido precursores de lo que posteriormente se conocerían como raves.
Las fiestas Tasty inicialmente se realizaron en el bar Temple y en la discoteca Club Commerce del Masonic Building, en la calle Flinders Street de Melbourne. Tras la clausura del Club Commerce, las fiestas Tasty se trasladaron a la calle Wall de Melbourne. Estas fiestas eran organizadas por Razor Promotions: Gavin Campbell, Stephen de Jong y Rhett Adam.

## La redada
El incidente tuvo lugar en el Club Commerce, de la calle Flinders de Melbourne, en el que la fiesta Tasty tenía lugar regularmente. Generalmente los asistentes a estas fiestas no accedían al local por la puerta principal, sino por una situada en un callejón trasero más discreto.
La redada empezó al poco tiempo de empezar las fiesta y, en las siguientes siete horas, no se permitió entrar o salir a ningún cliente. Para los registros se fue obligando a desnudarse totalmente a los clientes a la vista de todos los demás. Se obligó a desnudarse a todos los asistentes, siendo particularmente humillante el trato dispensado a los clientes transexuales.
El motivo exacto de la redada no quedó claro. La orientación sexual de la mayoría de los asistentes a la fiesta era bien conocida por la policía, lo que hizo pensar que la homofobia fue la principal razón para elegirla como objetivo, así como la forma en la que se llevó a cabo la actuación policial.
Como resultado de la redada, se produjeron dos arrestos por tenencia de drogas, aunque todos los cargos fueron desestimados posteriormente.

## Eco en los medios de comunicación y reacción pública
Una fotografía que un cliente tomó del incidente en la oscuridad y sin que la policía se diera cuenta, apareció en la primera página del periódico de Melbourne The Age bajo el titular «Manos contra la pared». El artículo originó una gran controversia política y esta actuación causó una gran vergüenza en la fuerza policial y el gobierno del momento, con Jeff Kennett al frente.

## Demanda
El incidente motivó una demanda contra la policía de Victoria por daños a los clientes, que fue ganada, por lo que se tuvieron que pagar unos 10.000.000 dólares australianos a los demandantes. La suma podría haber sido mayor si todos los clientes se hubiesen presentado en la demanda, pero muchos de ellos no lo hicieron por miedo a salir públicamente del armario o tener que revivir el trauma de la redada.
La acción popular fue conducida por Gary Singer, que posteriormente sería elegido alcalde de la Ciudad de Melbourne.
La reacción causada por el escándalo de la redada en Tasty, aunque distinta en la forma, se ha descrito como el Stonewall de Melbourne, comparable por sus efectos posteriores en la opinión pública y la preocupación de la comunidad y la revisión que causó en las actividades policiales consideradas inapropiadas.

## Documental
En 2003 se realizó un documental de 52 minutos sobre el incidente, justo cuando iba a producirse su 10º aniversario. The Tasty Bust Reunion (La reunión de la redada del Tasty) fue producida por Esben Storm y dirigida por Stephen Maclean, e incluía extensas entrevistas de los clientes, organizadores y empleados de la discoteca. El documental se emitió en Australia en el canal SBS y se comercializó en DVD.